# Lolo (pel·lícula)
Lolo és una comèdia francesa dirigida per Julie Delpy i estrenada l'any 2015.

## Argument
Violette és una dona parisenca divorciada, histèrica i hipocondríaca del medi de la moda que viu sola amb el seu fill Lolo, un pintor contemporani en potència amb qui té una relació molt forta. Les seves diverses temptatives per trobar una parella no són més que fracassos. Mentre es troba a Biarritz, es deixa anar un vespre amb Jean-René, un informàtic que considera tanmateix un provincià ingenu i ximplet. Però l'idil·li esdevé més seriós a mesura que passen les seves vacances basques. Quan Jean-René marxa a instal·lar-se a París per raons professional, coneix Lolo, que l'acull amb una aparent gran obertura de ment, amb  satisfacció de Violette. Quan Jean-René s'instal·la a casa de Violette, les relacions entre Jean-René i Lolo prenen un gir més complicat. Jean-René és a punt de lliurar el seu programari de transaccions borsàries a ultra-alta freqüència a un gran grup bancari que li promet un futur excepcional. Tot sembla somriure a tothom, però un gra de sorra bloqueja els engranatges.

## Repartiment
- Vincent Lacoste: Lolo
- Julie Delpy: Violette
- Dany Boon: Jean-René
- Karin Viard: Ariana
- Antoine Lounguine: Lulu
- Christophe Vandevelde : Gérard
- Elegeixi Larnicol: Élisabeth
- Christophe Ànec: Patrick
- Nicolas Wanczycki: el metge de l'hospital
- China Moses: la maquilladora de Kabuki
- Karl Lagerfeld: ell mateix
- Frédéric Beigbeder: ell mateix
- Baptiste Giabiconi: ell mateix
- Ramzy Bédia: l'home de l'Aston Martin
- Charlie Nune: la companya de l'home de l'Aston Martin
- Bertrand Burgalat: el metge
- Michaël Darmon: el periodista de iTélé
- Georges Corraface: Sirkis, l'amant grec d'Ariana
- Albert Delpy (no surt als crèdits): un visitant del museu

## Rodatge
Algunes escenes han estat rodades en els estudis de la Ciutat del cinema de Luc Besson a Sant-Denis.

## Rebuda de la crítica i Box-office
Si Els Inrockuptibles donen un parer més aviat positiu encara que prou neutre, com L'Exprés, L'Obs titulant 
| « | Un fracàs | » |

, és molt crític, donant la nota de zero estrelles sobre quatre, precisant que per aquest llargmetratge barreja diferents personatges, « 
| « | la fusió no funciona, i la pel·lícula queda en kit, semblant a una llista d'intencions que no encaixen mai. | » |

. » Le Figaro, encara més virulent en la seva crítica, titula aquesta pel·lícula « el nanar de la setmana », reprotxant que 
| « | La realitzadora barreja comèdia popular i grolleria | » |

 ». Le Monde, a través de la ploma d'Isabelle Regnier, dona una nota per sota de la mitjana, com Clément Ghys de Libération que observa que aquest llargmetratge avorreix, mentre que Isabelle Danel de la revista Première dona una nota de dos sobre quatre. Finalment, el lloc AlloCiné, condensant 24 crítics de premsa, treu una nota global de tres estrelles sobre cinc. Malgrat tot, les entrades la primera setmana són bones i la pel·lícula aconsegueix finalment més de 900.000 entrades (906.840 exactament) esdevenint així el més gran èxit de Julie Delpy com a directora.